# Medalla al Mérito Militar (México)
La Medalla al Mérito Militar es una condecoración de México, otorgada por el Presidente de la República siguiendo las sugerencias de la Secretaría de la Defensa Nacional.
Fue creada en 1897, contando con seis clases, tres para la oficialidad y tres para el resto de la tropa. En 1926 fue suprimida y reemplazada por la medalla valor heroico. En 1929 la medalla Mérito Militar fue restablecida para recompensar hechos distinguidos extraordinarios de los miembros de las Fuerzas Armadas o hechos excepcionales en beneficio de ellas realizados por extranjeros.
Después pasó a contar con solo tres clases. Físicamente, consiste en una cruz azul que lleva una placa estrellada dorada conteniendo en el centro el escudo mexicano dorado en fondo azul, rodeado de un borde rojo que lleva inscrito en dorado «Mérito Militar» y la clase de la medalla. La segunda y la tercera clase tienen la placa más pequeña, pendiendo de una cinta azul (con una estrecha franja roja central en el caso de la segunda clase y dos estrechas franjas rojas en el de la tercera). La primera clase tiene una categoría especial llamada Grado de Orden.
En 1901, el estado de Yucatán, con autorización del Gobierno Federal, entregó la Medalla al Mérito Milita a más de 8.000 militares del ejército y la Guardia Nacional que participaron en las batallas contra de los mayas.
En 1915, el general Álvaro Obregón fue condecorado con una medalla al mérito militar por su participación heroica en los combates del Bajío.
En 1980 el cubano Raúl Castro fue condecorado con esta medalla. En 2020 se les dio esta medalla al personal destacado en la lucha contra la pandemia de COVID-19.